# Zamarra (kommunhuvudort)
Zamarra är en kommunhuvudort i Spanien.   Den ligger i provinsen Provincia de Salamanca och regionen Kastilien och Leon, i den centrala delen av landet, 230 km väster om huvudstaden Madrid. Zamarra ligger 781 meter över havet och antalet invånare är 136.
Terrängen runt Zamarra är platt åt sydväst, men åt nordost är den kuperad. Runt Zamarra är det mycket glesbefolkat, med 4 invånare per kvadratkilometer. Närmaste större samhälle är Ciudad Rodrigo, 11,3 km nordväst om Zamarra. Omgivningarna runt Zamarra är huvudsakligen savann.